# Halafcultuur
| Geschiedenis van Mesopotamië |                                              |                                              |                                              |                                                                        |                                                                        |                                                                        |                                                                        |
| Prehistorisch Mesopotamië pre–3100 v. Chr. Hassunacultuur 6400-5800 Samarracultuur 5500-4800 Halafcultuur 5500-4500 Obeidcultuur 5500-4000 Urukperiode 4000-3100                              |                                              |                                              |                                              |                                                                        |                                                                        |                                                                        |                                                                        |
| Sumerië Jemdet Nasr-periode 3100-2900 Vroeg-dynastieke periode 2900-2350 Ebla 2500-2350 — Mari 2900- 1750 Akkadische Rijk 2350-2150 Guti-overheersing 2212–2120 Neo-Sumerische Rijk 2120–2004 |                                              |                                              |                                              |                                                                        |                                                                        |                                                                        |                                                                        |
| Tijd van Isin en Larsa 2004–1763 v. Chr. | Tijd van Isin en Larsa 2004–1763 v. Chr.     | Tijd van Isin en Larsa 2004–1763 v. Chr.     | Tijd van Isin en Larsa 2004–1763 v. Chr.     | Oud-Assyrische periode 2000–1756 v. Chr.                               | Oud-Assyrische periode 2000–1756 v. Chr.                               | Oud-Assyrische periode 2000–1756 v. Chr.                               | Oud-Assyrische periode 2000–1756 v. Chr.                               |
| Babylonië Oud-Babylonische Rijk 1750-1595 |                                              |                                              |                                              |                                                                        |                                                                        |                                                                        |                                                                        |
| Karduniaš 1590-1100 Midden-Babylonische Rijk | Karduniaš 1590-1100 Midden-Babylonische Rijk | Karduniaš 1590-1100 Midden-Babylonische Rijk | Karduniaš 1590-1100 Midden-Babylonische Rijk | Mitanni 15e eeuw Midden-Assyrische Rijk 1400-1200 Hanigalbat 1400-1200 | Mitanni 15e eeuw Midden-Assyrische Rijk 1400-1200 Hanigalbat 1400-1200 | Mitanni 15e eeuw Midden-Assyrische Rijk 1400-1200 Hanigalbat 1400-1200 | Mitanni 15e eeuw Midden-Assyrische Rijk 1400-1200 Hanigalbat 1400-1200 |
| Nieuw-Assyrische Rijk 900-609 |                                              |                                              |                                              |                                                                        |                                                                        |                                                                        |                                                                        |
| Nieuw-Babylonische Rijk 626-539 |                                              |                                              |                                              |                                                                        |                                                                        |                                                                        |                                                                        |
| Portaal Geschiedenis Portaal Mesopotamië |                                              |                                              |                                              |                                                                        |                                                                        |                                                                        |                                                                        |

De Halafcultuur was een archeologische cultuur van de kopertijd in Zuidwest-Azië, meer specifiek noordelijk Mesopotamië, Anatolië en de Levant. De cultuur is vernoemd naar de typesite Tell Halaf en wordt voornamelijk gekenmerkt door het aardewerk, dat van een hoogstaand niveau was.
Gedurende het zesde millennium v.Chr. breidde de Halafcultuur zich uit over het gehele regengebied van noordelijk Mesopotamië en ook delen van Anatolië en de Levant. Gezien de lage organisatiegraad en de kleine gemeenschappen is het opmerkelijk hoe groot het verspreidingsgebied is van deze cultuur, met zijn karakteristieke huisindeling en terracotta figurines. Naast het grote gebied dat deze cultuur bestreek, van de Middellandse Zee tot het Zagrosgebergte, is ook de duur opmerkelijk. De Halafcultuur bestond bijna een millennium tot deze rond 4500 v.Chr. door de Obeidcultuur werd vervangen.

## Economie
Landbouw en veeteelt waren de belangrijkste middelen van bestaan. Bij de verbouw van emmertarwe, tweerijige gerst en vlas werd geen irrigatie toegepast. Verder hield men runderen, schapen en geiten.
Aardewerk uit Halaf is ook aangetroffen in andere delen van noordelijk Mesopotamië, zoals Ninive en Tepe Gawra, Chagar Bazar en veel plaatsen in Anatolië, zodat het in de regio kennelijk veel werd gebruikt. Verder maakten de Halafgemeenschappen vrouwenfiguren van gedeeltelijk gebakken klei en natuursteen en stempelzegels van steen. De zegels worden beschouwd als een teken van de ontwikkeling van het concept van privébezit omdat vergelijkbare zegels vaak werden gebruikt om eigendommen te markeren. Het Halafvolk maakte gereedschap van steen en klei. Koper was bekend maar werd niet gebruikt om gereedschap van te maken.

## Cultuur

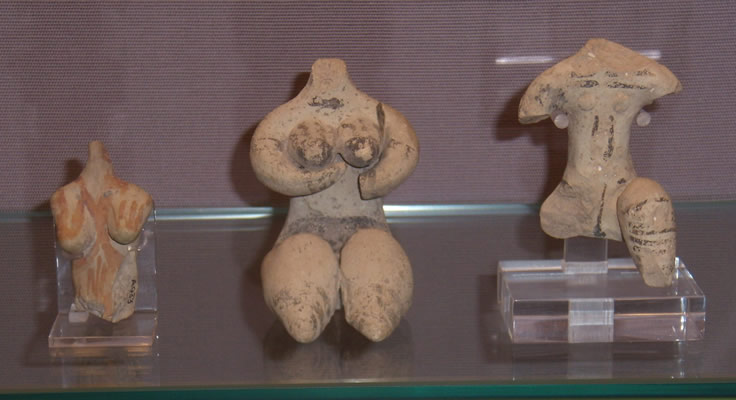
Terracotta figurines uit de Halafcultuur.

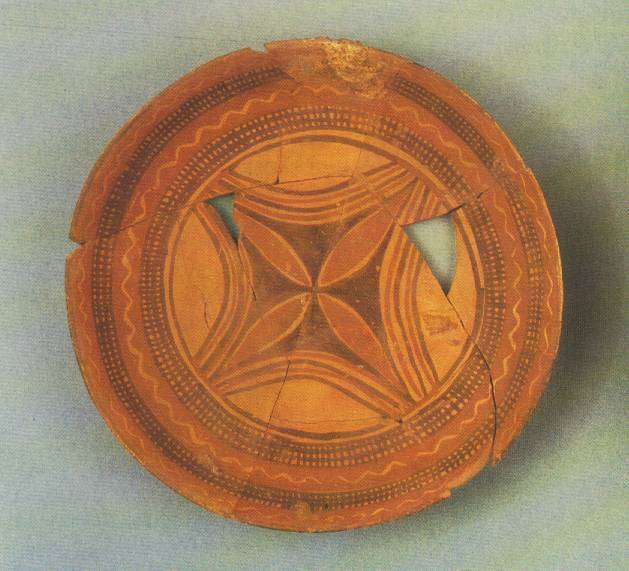
Halaf-aardewerk.

### Architectuur
Bij geen enkele nederzetting uit de Halafcultuur zijn grootschalige opgravingen uitgevoerd. Wel zijn afzonderlijke gebouwen blootgelegd: de tholoi van Arpachiyah, ronde bouwwerken met een koepel met toegang door lange rechthoekige voorvertrekken. Maar een paar van die gebouwen zijn opgegraven. Ze werden gebouwd met in de zon gebakken leemsteen, soms op een fundering van natuursteen en werden misschien gebruikt voor bepaalde rituelen (In een ervan is een grote hoeveelheid vrouwenbeeldjes aangetroffen). Andere ronde gebouwen waren waarschijnlijk gewoon huizen. Deze huizen hadden de gebruikelijke structuren met lange, nauwe kamers of kleine kamers

### Aardewerk
Een groot deel van het aardewerk van Halaf, in het Engels Halaf ware genoemd, was beschilderd, soms met meer dan twee kleuren (dan heet het polychroom) met geometrische motieven en afbeeldingen van dieren. Andere bekende vormen van Halaf aardewerk zijn onbeschilderde en/of gepolijste kookpotten. Er zijn verschillende theorieën over de reden voor de kenmerkende stijl van het Halaf ware. Er is een tegenwoordig omstreden theorie dat die ontstond door kopieergedrag en dat het aardewerk uitgewisseld werd als prestigeobject voor plaatselijke heersers. Het polychroom beschilderde aardewerk wordt ook weleens als een exportartikel beschouwd, maar de aanwezigheid van dat aardewerk in vrijwel elke nederzetting van de Halafcultuur pleit daar tegen.

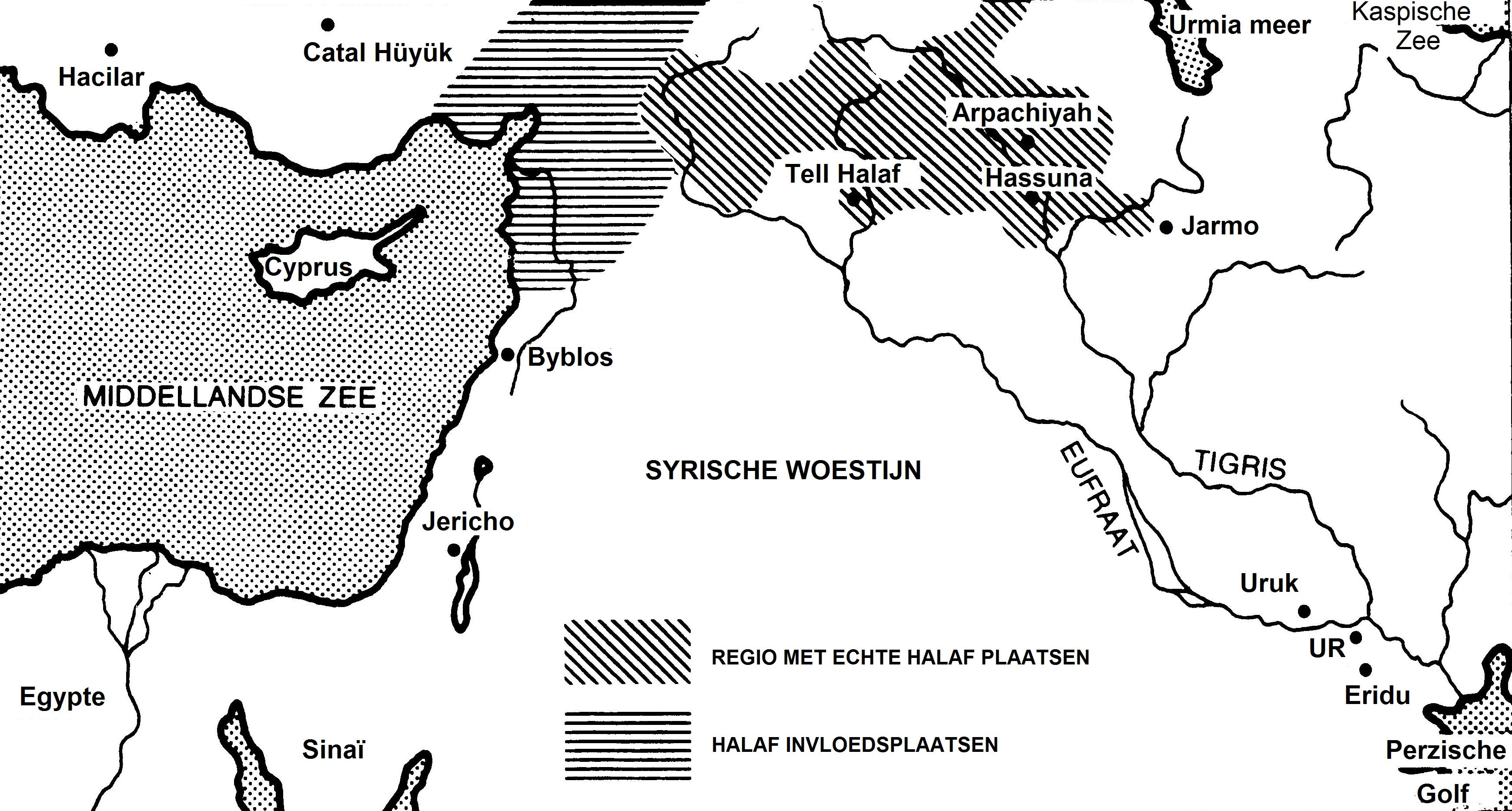
Omgevingskaart Tell Halaf rond de bovenloop Eufraat en Tigris